# Przestrzeń mierzalna
Przestrzeń mierzalna – przestrzeń wraz z wyróżnioną rodziną jej zbiorów nazywaną σ-ciałem lub σ-algebrą zbiorów lub ciałem przeliczalnie addytywnym , do której należą zbiór pusty, dopełnienie dowolnego zbioru z rodziny oraz suma dowolnej przeliczalnej liczby jej zbiorów (skończonej lub nieskończonej).
Przestrzenie, które są mierzalne, mogą być wyposażone w miarę, tj. funkcję, która pozwala dokonywać pomiarów (obliczeń) na podzbiorach tej przestrzeni, takich jak długość, obwód, pole powierzchni, objętość, prawdopodobieństwo, itd. Przestrzeniami z miarą nazywa się przestrzenie wyposażone w miarę. 
Przeciwnie - w przestrzeniach niemierzalnych nie da się wprowadzić żadnej miary.  
Przestrzenie mierzalne bada się więc głównie w teorii mnogości, teorii miary i rachunku prawdopodobieństwa, w ostatnich dwóch dziedzinach w powiązaniu z miarami (w drugim przypadku: miarami probabilistycznymi), które są funkcjami przestrzeni mierzalnych w zbiór liczb rzeczywistych.

## Wprowadzenie
We wczesnych latach rozwoju teorii miary i teorii mnogości zauważono, że aksjomat wyboru dopuszcza istnienie zbiorów, zawartych w przestrzeni liczb rzeczywistych, dla których nie można jednoznacznie określić ich wielkości (tj. miary Lebesgue’a, przykładem jest zbiór Vitalego).
Aby ustrzec się tego rodzaju problemów nałożono ograniczenia na możliwe do mierzenia za pomocą miar zbiory (tzw. zbiory mierzalne). Pierwotnie założono, że powinny to być zbiory zamknięte na podstawowe operacje: przekrój, sumę oraz dopełnienie, przy czym zakładano, że można wykonywać skończoną liczbę sumowań. Tego rodzaju „porządne” rodziny zbiorów nazywa się ciałami zbiorów (lub algebrami zbiorów); rozpatrywano na nich funkcje nazywane „miarami”, które dziś nazywa się miarami skończenie addytywnymi.
Prawdziwy przełom przyniosło rozszerzenie warunku zamkniętości na przeliczalne (a nie tylko skończone) sumy zbiorów, dla których określa się miary. Zbiory te nazwano σ-ciałami. W ten sposób uogólniono definicję „miar” do miar przeliczalnie addytywnych (nazywanych dziś po prostu miarami).
Nie jest to jedyne rozwiązanie. Np. zrezygnowanie z aksjomatu wyboru na rzecz aksjomatu determinacji powoduje, że wszystkie podzbiory zbioru liczb rzeczywistych stają się wtedy mierzalne (twierdzenie Mycielskiego–Świerczkowskiego). Podobnie mierzalne okazują się podzbiory liczb rzeczywistych spełniające zadość odpowiednim aksjomatom dużych liczb kardynalnych. Powyższe aksjomaty są jednak w wielu zastosowaniach zbyt restrykcyjne i mają raczej znaczenie teoretyczne.

## Definicje

### Df. 1 σ-ciało
Niech {\displaystyle X} będzie ustaloną przestrzenią. Rodzinę {\displaystyle {\mathcal {F}}} zbiorów przestrzeni {\displaystyle X} nazywa się σ-ciałem lub σ-algebrą tej przestrzeni, jeżeli:
- zbiór pusty należy do {\displaystyle {\mathcal {F}}}
{\displaystyle \varnothing \in {\mathcal {F}};}
- dopełnienie zbioru należącego do {\displaystyle {\mathcal {F}}} należy do {\displaystyle {\mathcal {F}}{:}}
{\displaystyle A\in {\mathcal {F}}\Rightarrow X\setminus A\in {\mathcal {F}};}
- suma przeliczalnie wielu zbiorów należących do {\displaystyle {\mathcal {F}}} należy do {\displaystyle {\mathcal {F}}{:}}
{\displaystyle A_{1},A_{2},\dots \in {\mathcal {F}}\Rightarrow \bigcup _{i=1}^{\infty }A_{i}\in {\mathcal {F}}.}

### Df. 2  Zbiory mierzalne
Jeżeli dana jest przestrzeń {\displaystyle X} oraz ustalone jest w niej σ-ciało {\displaystyle {\mathcal {F}},} to zbiory należące do σ-ciała {\displaystyle {\mathcal {F}}} nazywa się zbiorami {\displaystyle {\mathcal {F}}}-mierzalnymi (krótko: mierzalnymi).

### Df. 3  Przestrzeń mierzalna. Przestrzeń z miarą
Parę {\displaystyle (X,{\mathcal {F}})} złożoną z przestrzeni {\displaystyle X} i określonego na niej σ-ciała {\displaystyle {\mathcal {F}}} nazywa się przestrzenią mierzalną
Trójkę {\displaystyle (\Omega ,{\mathcal {F}},\mu )} – nazywamy przestrzenią z miarą, gdzie {\displaystyle \mu } – miara wprowadzona w przestrzeni.

## Podstawowe własności
- Jeżeli {\displaystyle A,B\in {\mathcal {F}}} to {\displaystyle A\setminus B\in {\mathcal {F}},} ponieważ {\displaystyle A\setminus B=X\setminus ((X\setminus A)\cup B).}
- Jeżeli {\displaystyle \{A_{n}\}_{n\in \mathbb {N} }\subset {\mathcal {F}}} to {\displaystyle \bigcap _{n=1}^{\infty }A_{n}\in {\mathcal {F}},} ponieważ {\displaystyle \bigcap _{n=1}^{\infty }A_{n}=X\setminus \bigcup _{n=1}^{\infty }(X\setminus A_{n})\in {\mathcal {F}}.}

Przestrzenie mierzalne są więc zamknięte względem działań:
- sum zbiorów (w tym sum przeliczalnych);
- iloczynów zbiorów (w tym iloczynów przeliczalnych);
- różnic zbiorów.

## σ-ciała generowane przez rodziny zbiorów

### σ-ciało generowane przez dowolną rodzinę
Niech {\displaystyle {\mathcal {F}}} będzie dowolną rodziną podzbiorów zbioru {\displaystyle X,} przy czym nie musi być ona σ-ciałem. Wówczas istnieje jednoznacznie wyznaczone, najmniejsze σ-ciało zawierające każdy zbiór należący do rodziny {\displaystyle {\mathcal {F}}.} Określa się ją jako część wspólna wszystkich σ-ciał zawierających {\displaystyle {\mathcal {F}}.} Oznacza się ją {\displaystyle \sigma ({\mathcal {F}})} i nazywa σ-ciałem generowanym przez rodzinę {\displaystyle {\mathcal {F}}.}
Jeśli {\displaystyle {\mathcal {F}}} jest pusta, to {\displaystyle \sigma ({\mathcal {F}})=\{\varnothing ,X\}.} W przeciwnym przypadku zawiera ona wszystkie zbiory przestrzeni {\displaystyle X,} które można uzyskać z elementów {\displaystyle {\mathcal {F}}} za pomocą przeliczalnej ilości sum zbiorów, dopełnień i przekrojów. W przypadku rodziny zawierającej pojedynczy zbiór {\displaystyle A} nadużywa się często notacji pisząc {\displaystyle \sigma (A)} zamiast {\displaystyle \sigma {\big (}\{A\}{\big )},} czy {\displaystyle \sigma (A_{1},A_{2},\dots )} zamiast {\displaystyle \sigma {\big (}\{A_{1},A_{2},\dots \}{\big )},} w przypadku większej ich liczby.

### σ-ciało generowane przez funkcję
Jeśli {\displaystyle f} jest funkcją przestrzeni {\displaystyle X} w przestrzeń {\displaystyle Y,} a {\displaystyle {\mathcal {G}}} jest σ-ciałem zbiorów w {\displaystyle Y,} to σ-ciałem generowanym przez funkcję {\displaystyle f,} oznaczanym {\displaystyle \sigma (f),} nazywa się zbiór wszystkich przeciwobrazów {\displaystyle f^{-1}(B)} zbiorów {\displaystyle B} należących do {\displaystyle {\mathcal {G}},} tj.
{\displaystyle \sigma (f)={\big \{}f^{-1}(B)\colon B\in {\mathcal {G}}{\big \}}.}
Funkcję {\displaystyle f\colon X\to Y} nazywa się funkcją mierzalną względem σ-ciała {\displaystyle {\mathcal {F}}} zbiorów przestrzeni {\displaystyle X} wtedy i tylko wtedy, gdy {\displaystyle \sigma (f)} jest podzbiorem {\displaystyle {\mathcal {F}}.}
Gdy {\displaystyle {\mathcal {G}}} nie jest wyraźnie określona, powszechnie rozumie się, że gdy {\displaystyle Y} jest przestrzenią metryczną lub topologiczną, to {\displaystyle {\mathcal {G}}} jest rodziną zbiorów borelowskich przestrzeni {\displaystyle Y.}

### σ-ciała borelowskie i Lebesgue’a
Ważnym przykładem jest wspomniane wcześniej σ-ciało zbiorów borelowskich nad dowolną przestrzenią topologiczną generowane przez zbiory otwarte (lub równoważnie: domknięte). Zwykle to σ-ciało nie jest niewłaściwe (tj. nie jest zbiorem potęgowym przestrzeni, zob. Przykłady); nietrywialnym przykładem zbioru nie-borelowskiego jest wspomniany we Wprowadzeniu zbiór Vitalego.
W przestrzeniach euklidesowych doniosłe znaczenie ma inne σ-ciało: σ-ciało zbiorów mierzalnych w sensie Lebesgue’a, które zawiera więcej zbiorów niż σ-ciało zbiorów borelowskich tych przestrzeni. Z tego powodu jest ono preferowane w teorii całkowania, jako że czyni ona z przestrzeni euklidesowych przestrzenie zupełnie mierzalne.

### σ-ciało produktowe
Niech {\displaystyle (X_{1},{\mathcal {F}}_{1})} i {\displaystyle (X_{2},{\mathcal {F}}_{2})} będą przestrzeniami mierzalnymi. Rodzina
{\displaystyle {\mathcal {F}}_{1}\times {\mathcal {F}}_{2}=\{A_{1}\times A_{2}\colon A_{1}\in {\mathcal {F}}_{1},A_{2}\in {\mathcal {F}}_{2}\}}
jest π-układem w przestrzeni produktowej {\displaystyle X_{1}\times X_{2};} σ-ciało produktowe {\displaystyle {\mathcal {F}}_{1}\otimes {\mathcal {F}}_{2}} określamy w naturalny sposób jako generowane przez tę rodzinę: 
{\displaystyle {\mathcal {F}}_{1}\otimes {\mathcal {F}}_{2}=\sigma ({\mathcal {F}}_{1}\times {\mathcal {F}}_{2}).}
Powyższą definicję można indukcyjnie uogólnić na skończoną liczbę przestrzeni mierzalnych.

## Przykłady
1. Niech {\displaystyle X} będzie niepustym zbiorem. Wówczas następujące rodziny podzbiorów {\displaystyle X} są σ-ciałami na {\displaystyle X{:}}
  - rodzina złożona ze zbioru pustego i przestrzeni {\displaystyle X;} to najmniejsze σ-ciało nazywa się trywialnym;
  - rodzina wszystkich podzbiorów przestrzeni {\displaystyle X;} to największe σ-ciało na danym zbiorze nazywa się niewłaściwym lub dyskretnym;
  - rodzina {\displaystyle {\mathcal {F}}_{A}=\{\varnothing ,X,A,X\setminus A\}} dla dowolnego {\displaystyle A\subseteq X.}
2. Niech {\displaystyle {\mathcal {F}}} będzie σ-ciałem podzbiorów {\displaystyle X,} a {\displaystyle {\mathcal {I}}} będzie σ-ideałem podzbiorów {\displaystyle X.} Wówczas σ-ciałem generowanym przez {\displaystyle {\mathcal {F}}\cup {\mathcal {I}}} jest zbiór
{\displaystyle \sigma ({\mathcal {F}}\cup {\mathcal {I}})=\left\{A\triangle B\colon A\in {\mathcal {F}}\land B\in {\mathcal {I}}\right\},}

gdzie {\displaystyle \triangle } oznacza operację różnicy symetrycznej.
W szczególności, gdy {\displaystyle {\mathcal {B}}} jest σ-ciałem podzbiorów borelowskich prostej rzeczywistej {\displaystyle \mathbb {R} ,} a {\displaystyle {\mathcal {L}}} oznacza σ-ideał zbiorów miary zero (w sensie Lebesgue’a), zaś {\displaystyle {\mathcal {K}}} jest σ-ideałem zbiorów mizernych (pierwszej kategorii w sensie Baire’a), to
{\displaystyle \sigma ({\mathcal {B}}\cup {\mathcal {L}})=\{G\triangle L\colon L\in {\mathcal {L}}\land G} jest zbiorem typu Gδ{\displaystyle \}} jest σ-ciałem zbiorów mierzalnych w sensie Lebesgue’a
oraz
{\displaystyle \sigma ({\mathcal {B}}\cup {\mathcal {K}})=\{O\triangle K\colon K\in {\mathcal {K}}\land O} jest zbiorem otwartym{\displaystyle \}} jest σ-ciałem zbiorów o własności Baire’a.
Zatem przestrzeń {\displaystyle {\big (}\mathbb {R} ,\sigma ({\mathcal {B}}\cup {\mathcal {L}}){\big )}} jest mierzalna w sensie Lebesgue’a (tj. z miarą Lebesgue’a).

## Literatura dodatkowa
- Paul Halmos: Measure Theory. D. Van Nostrand Company, Inc., 1950. Brak numerów stron w książce